# Campionato italiano di hockey su ghiaccio 1932
Il campionato italiano di hockey su ghiaccio 1932, 6ª edizione del massimo campionato nazionale, si disputò in due distinte fasi, fra il 19 gennaio ed il 9 febbraio 1932. Cortina d'Ampezzo fu scelta come sede delle finali. Le squadre partecipanti furono suddivise in due gironi, quello Occidentale e quello Orientale. Si disputò uno spareggio per l'accesso alla finale scudetto (dov'era già qualificata la prima squadra dell'HC Milano) fra le formazioni vincenti di ogni gruppo.
Per la prima volta il Gruppo Sportivo Dolomiti di Cortina d’Ampezzo vincerà il titolo nazionale.

## Formazioni
Le squadre che presero parte al campionato furono otto, provenienti da Lombardia, Piemonte, Trentino-Alto Adige e Veneto:
- Gruppo Sportivo Dolomiti Cortina
- Gruppo Sportivo Dolomiti Cortina II
- Hockey Club Milano
- Hockey Club Milano II
- Ambrosiano Milano
- Excelsior Milano
- Ortisei
- CP Valentino Torino

## Girone Occidentale
Nel Girone Occidentale il Valentino Torino si ritirò a causa dell'indisposizione di alcuni giocatori, permettendo all'HC Milano II di accedere alla finale del girone. Le gare si svolsero a Milano.

### Semifinale
| Milano 19 gennaio 1932                                    | Excelsior Milano | 2 – 1   | Ambrosiano Milano |  |
| \| \| \| \| \| Mugli Codognato \| Marcatori \| Bordoni \| |                  |         |                   |  |
|                                                           |                  |         |                   |  |
| Mugli Codognato                                           | Marcatori        | Bordoni |                   |  |

### Finale
| Milano 20 gennaio 1932                                        | Excelsior Milano | 1 – 2 (d.t.s.)    | Hockey Club Milano II |  |
| \| \| \| \| \| Redegalli \| Marcatori \| 52' Benni Trovati \| |                  |                   |                       |  |
|                                                               |                  |                   |                       |  |
| Redegalli                                                     | Marcatori        | 52' Benni Trovati |                       |  |

L'Hockey Club Milano II si qualifica allo spareggio per l'accesso alla gara scudetto.

## Girone Orientale
Il Girone Orientale si svolge in un girone all'italiana. Tutti gli incontri si svolsero a Cortina d'Ampezzo fra il 19 ed il 20 gennaio.
|  |    | Girone A                            | Pt | G | V | P | GF | GS |
|  | -- | ----------------------------------- | -- | - | - | - | -- | -- |
|  | 1. | GS Dolomiti di Cortina d’Ampezzo    | 4  | 2 | 2 | 0 | 12 | 1  |
|  | 2. | GS Dolomiti di Cortina d’Ampezzo II | 2  | 2 | 1 | 1 | 5  | 2  |
|  | 3. | Ortisei                             | 0  | 2 | 0 | 2 | 0  | 14 |

### Partite
|            | Partita |            |
| ---------- | ------- | ---------- |
| Cortina II | 4-0     | Ortisei    |
| Cortina    | 10-0    | Ortisei    |
| Cortina    | 2-1     | Cortina II |

Il Gruppo Sportivo Dolomiti di Cortina d’Ampezzo si qualifica allo spareggio per l'accesso alla gara scudetto.

## Spareggio
Lo spareggio fra le due formazioni vincitrici dei gironi, Hockey Club Milano II e GSD Cortina, si svolse ad Alleghe. Dato il pareggio nella prima gara fu deciso di disputare il match di ripetizione.
| Alleghe 24 gennaio 1932 | GSD Cortina | 0 – 0 (d.t.s.) (0-0; 0-0; 0-0; 0-0; 0-0) | Hockey Club Milano II | \| Arbitro: \| Dino Verzi \| |
| Arbitro:                | Dino Verzi  |                                          |                       |                              |

| Arbitro: | Dino Verzi |

|                                                           |           |  |
| Zanoletti 5' F. De Zanna 12', 23', Menardi 33', Apollonio | Marcatori |  |

Il Gruppo Sportivo Dolomiti di Cortina d’Ampezzo si qualifica alla gara scudetto.

## Finale
La formazione padrona di casa sconfisse i campioni in carica per 2-1, conquistando così per la prima volta il campionato nazionale.
| Arbitro: | Giorgio Baroni |

|                             |           |             |
| Menardi 30' F. De Zanna 53' | Marcatori | 50' Venosta |

## Formazione vincitrice
| GSD Cortina 1º titolo | Egidio Apollonio, Rinaldo Bigontina, Eraldo De Zanna, Francesco De Zanna, Guido Franceschi, Leo Menardi, Gigi Zambelli, Rinaldo Zardini, Roberto Zardini. |